# Dala församling
Dala församling var en församling i Skara stift och i Falköpings kommun. Församlingen uppgick 2010 i Dala-Borgunda-Högstena församling. 

## Administrativ historik
Församlingen har medeltida ursprung. 
Församlingen var till 1962 moderförsamling i pastoratet Dala och Högstena som från 1400-talet även omfattade Borgunda församling. Från 1962 till 2010 var den annexförsamling i pastorat ned Stenstorps församling som moderförsamling. Församlingen uppgick 2010 i Dala-Borgunda-Högstena församling.

## Kyrkor
- Dala kyrka